# Куяльник (село)
Куя́льник (укр. Куяльник) — село, относится к Подольскому району Одесской области Украины.
Население по переписи 2001 года составляло 1482 человека. Почтовый индекс — 66350. Телефонный код — 4862. Занимает площадь 0,77 км². Код КОАТУУ — 5122983801.

## Местный совет
Местный совет располагается по адресу: 66350, Одесская область, Подольский район, село Куяльник, улица Куяльницкая, дом № 26-А.